# Arachnura
Arachnura Vinson, 1863 è un genere di ragni appartenente alla famiglia Araneidae.

## Etimologia
Il nome deriva dal greco ἀρὰχνη, aràchne, cioè ragno e οὐρὰ, urà, cioè coda, parte terminale, perché hanno l'opistosoma allungato a guisa di coda.

## Distribuzione
Le tredici specie oggi note di questo genere sono state rinvenute prevalentemente in Asia orientale, sudorientale e Oceania: la sola A. scorpionoides è stata reperita in Africa orientale (Congo, Etiopia, Madagascar).

## Tassonomia
A maggio 2011, si compone di 13 specie:
- Arachnura angura Tikader, 1970 — India
- Arachnura caudatella Roewer, 1942 — Nuova Guinea, Queensland (Australia)
- Arachnura feredayi (L. Koch, 1872) — Australia, Tasmania, Nuova Zelanda
- Arachnura heptotubercula Yin, Hu & Wang, 1983 — Cina
- Arachnura higginsi (L. Koch, 1872) — Australia, Tasmania
- Arachnura logio Yaginuma, 1956 — Cina, Giappone
- Arachnura melanura Simon, 1867 — dall'India al Giappone e Celebes
- Arachnura perfissa (Thorell, 1895) — Myanmar
- Arachnura pygmaea (Thorell, 1890) — Isola Nias (Sumatra)
- Arachnura quinqueapicata Strand, 1911 — Isole Aru (Indonesia)
- Arachnura scorpionoides Vinson, 1863[2] — Congo, Etiopia, Madagascar, Mauritius
- Arachnura simoni Berland, 1924 — Nuova Caledonia
- Arachnura spinosa (Saito, 1933) — Taiwan

### Nomen nudum
- Arachnura nipponica Kishida; l'aracnologo Yaginuma, in un lavoro di Brignoli del 1983 ha riqualificato questa denominazione come nomen nudum[1].